# Wormaldia mediana
Wormaldia mediana là một loài Trichoptera trong họ Philopotamidae. Chúng phân bố ở miền Cổ bắc.